# DRIVE-GLAY complete BEST
DRIVE-GLAY complete BEST是GLAY的第2張A面精選輯。

## 簡介
- 此精選輯的曲目是依照歌迷投票結果選出的，精選輯封面的人物是JIRO。另外發行長條紙盒版的『初回限定版』，台灣有發行普通盤的台壓版。
- 根據當時音樂雜誌的訪問，這張精選輯並不是出自團員們的意願，而是因為當時公司的策略而發行的。19th單曲「MERMAID」因為是下張專輯的核心歌曲，所以沒有收錄。
- 發行後連續4週獲得ORICON專輯榜冠軍，是到目前為止GLAY的最後一張百萬作品。
- 在所有的雙CD作品中，此精選輯獲得日本唱片史上首週銷售量最高的紀錄，首週銷量高達172萬張。。[1]

## 收錄曲

### DISC 1
1. 迷惑 (Jet the Phantom)
此為不同於單曲的版本。
2. 口唇
11th單曲。
3. SHUTTER SPEEDS的主題
4. 永遠的兩個人…
5th單曲。
5. Glorious
8th單曲。
6. a Boy〜一直無法忘懷〜
10th單曲。
7. 生存的勇氣
7th單曲。
8. HAPPY SWING
1st原創專輯『SPEED POP』收錄。
9. “Modern…”的她
3rd單曲。
10. SOUL LOVE
14th單曲。
11. HOWEVER
12th單曲。
12. I'm in Love
4th原創專輯『pure soul』收錄。

### DISC 2
1. 誘惑
13th單曲。
2. 生存的意義
5th原創專輯『HEAVY GAUGE』收錄。
3. BIRI BIRI CRUSHMAN
4th原創專輯『pure soul』收錄。
4. BELOVED
9th單曲。
5. HAPPINESS
18th單曲。
6. survival
影像單曲。
7. pure soul
4th原創專輯『pure soul』收錄。
8. BE WITH YOU
15th單曲。主唱聲音和合音不同於單曲版本。
9. Winter,again
16th單曲。
10. 戀慕春天的人
3rd原創專輯『BELOVED』收錄。
11. SPECIAL THANKS
20th單曲。
12. Missing you
21st單曲。

## 投票結果
1. HOWEVER
2. 迷惑
3. 生存的勇氣
4. 永遠的兩個人…
5. pure soul
6. Winter,again
7. 戀慕春天的人
8. BELOVED
9. SPECIAL THANKS
10. 生存的意義
11. survival
12. SHUTTER SPEEDS的主題
13. 誘惑
14. BE WITH YOU
15. SOUL LOVE
16. I'm in Love
17. HAPPINESS
18. May Fair（4th原創專輯『pure soul』收錄）
19. 不是這裡，要往哪裡（17th單曲）
20. RAIN（1st單曲）